# .aw
A .aw Aruba internetes legfelső szintű tartomány kódja, melyet 1996-ban hoztak létre.
A regisztráció lehetséges a második szinten is de van .com.aw domain is kereskedelmi oldalak számára.